# Hebron, Kentucky
Hebron är en ort i Boone County i delstaten Kentucky, USA.